# 吴宗源
吴宗源（1945年10月—），湖南新晃人，中华人民共和国政治人物。中国共产党第十三次全国代表大会代表。第九届全国人民代表大会代表。

## 生平
1945年10月，吴宗源出生在湖南省晃县（今新晃侗族自治县）。
1965年2月，吴宗源出任新晃县革命委员会会计，1970年12月加入中国共产党，1971年1月转任组织组副组长，团县委副书记。1979年12月转任中共黔阳县委副书记。1985年9月，吴宗源晋升中共新晃县委书记。1990年6月，吴宗源转任中共怀化市委书记，同年12月兼任中共怀化地委委员。1993年2月，吴宗源出任中共怀化地委副书记，专员。1998年5月，怀化撤地设市，吴宗源出任中共怀化市委副书记、怀化市人民政府市长。
2000年4月，吴宗源出任湖南省审计厅厅长、党组书记。